# Ministère de la Culture (Espagne)
Pour les articles homonymes, voir Ministère de la Culture.
Le ministère de la Culture (en espagnol : Ministerio de Cultura) est le département ministériel responsable de la gestion du patrimoine culturel, des arts et de la création en Espagne.
Il est dirigé, depuis le 21 novembre 2023, par l'écosocialiste Ernest Urtasun.
Le siège central du ministère se situe à la Casa de las Siete Chimeneas, sur la Plaza del Rey à Madrid.

## Missions

### Fonctions
Le ministère de la Culture est responsable de la promotion, de la protection et de la diffusion du patrimoine historique espagnol, des musées d'État et des arts, des livres, de la lecture et de la création littéraire, des activités cinématographiques et audiovisuelles, et des livres et bibliothèques d'État ; de la promotion et la diffusion de la culture en espagnol, ainsi que de l'impulsion des actions de coopération culturelle et — en coordination avec le ministère des Affaires étrangères — des relations internationales en matière de culture. Il est également responsable de la proposition et de l'exécution des politiques gouvernementales en matière de sports.

### Organisation
Le ministère de la Culture s'organise de la manière suivante, :
- ministre de la Culture
  - secrétariat d'État à la Culture
    - direction générale du Livre, de la Bande-dessinée et de la Lecture
    - direction générale des Droits culturels
    - direction générale du Patrimoine culturel et des Beaux-arts

  - sous-secrétariat de la Culture
    - secrétariat général technique.

## Histoire
Le premier département ministériel chargé des affaires culturelles est institué en 1900, en tant que ministère de l'Institution publique et des Beaux-arts (en espagnol : Ministerio de Instrucción Pública y Bellas Artes). Devenu le ministère de la Culture et de l'Enseignement (Ministerio de Cultura y Enseñanza) en 1936, il prend deux ans plus tard le titre de ministère de l'Éducation (Ministerio de Educación), toute référence à l'action culturelle du département se révélant inexistante sous le franquisme.
Le retour de la démocratie en 1977 entraîne une profonde réorganisation du gouvernement. Le 5 juillet, Adolfo Suárez crée le « ministère de la Culture et du Bien-être » (Ministerio de Cultura y Bienestar). S'il est renommé en « ministère de la Culture » (Ministerio de Cultura) six semaines plus tard, il conserve ses compétences en matière de droits des femmes et de politique de jeunesse.
Le 2 décembre 1981, la nomination de Soledad Becerril comme ministre de la Culture fait d'elle la première femme à intégrer le gouvernement espagnol depuis la fin de la IIe République. Le département perd ses compétences dans le domaine social avec la création par Felipe González du ministère des Affaires sociales (Ministerio de Asuntos Sociales) en 1988.
Lors de l'arrivée au pouvoir du Parti populaire (PP) le 6 mai 1996, une nouvelle réorganisation ministérielle a lieu, et le ministère de la Culture est alors fusionné avec le ministère de l'Éducation pour former le ministère de l'Éducation et de la Culture (Ministerio de Educación y Cultura). Les socialistes le rétablissent lors de leur retour au gouvernement le 18 avril 2004, en tant que ministère de la Culture.
En 2011, Mariano Rajoy le dissout à nouveau pour reformer le ministère de l'Éducation et de la Culture. Lorsque Pedro Sánchez accède au pouvoir en 2018, il constitue le « ministère de la Culture et des Sports ».

## Titulaires depuis 1977
| Nom                                                                 | Nom                          | Dates du mandat  | Dates du mandat  | Parti   | Gouvernement(s)         |
| ------------------------------------------------------------------- | ---------------------------- | ---------------- | ---------------- | ------- | ----------------------- |
|                                                                     | Pío Cabanillas               | 5 juillet 1977   | 6 avril 1979     | UCD     | Suárez II               |
|                                                                     | Manuel Clavero               | 6 avril 1979     | 17 janvier 1980  | UCD     | Suárez III              |
|                                                                     | Ricardo de la Cierva         | 17 janvier 1980  | 9 septembre 1980 | UCD     | Suárez III              |
|                                                                     | Íñigo Cavero                 | 9 septembre 1980 | 2 décembre 1981  | UCD     | Suárez III Calvo-Sotelo |
|                                                                     | Soledad Becerril             | 2 décembre 1981  | 2 décembre 1982  | UCD     | Calvo-Sotelo            |
|                                                                     | Javier Solana                | 2 décembre 1982  | 12 juillet 1988  | PSOE    | González I et II        |
|                                                                     | Jorge Semprún                | 12 juillet 1988  | 12 mars 1991     | Aucun   | González II et III      |
|                                                                     | Jordi Solé Tura              | 12 mars 1991     | 14 juillet 1993  | PSC     | González III            |
|                                                                     | Carmen Alborch               | 14 juillet 1993  | 5 mai 1996       | Aucun   | González IV             |
|                                                                     |                              |                  |                  |         |                         |
|                                                                     | Carmen Calvo                 | 18 avril 2004    | 6 juillet 2007   | PSOE    | Zapatero I              |
|                                                                     | César Antonio Molina         | 6 juillet 2007   | 7 avril 2009     | Aucun   | Zapatero I et II        |
|                                                                     | Ángeles González-Sinde       | 7 avril 2009     | 22 décembre 2011 | Aucun   | Zapatero II             |
|                                                                     |                              |                  |                  |         |                         |
|                                                                     | Màxim Huerta                 | 7 juin 2018      | 14 juin 2018     | Aucun   | Sánchez I               |
|                                                                     | José Guirao                  | 14 juin 2018     | 13 janvier 2020  | PSOE    | Sánchez I               |
|                                                                     | José Manuel Rodríguez Uribes | 13 janvier 2020  | 12 juillet 2021  | PSOE    | Sánchez II              |
|                                                                     | Miquel Iceta                 | 12 juillet 2021  | 21 novembre 2023 | PSC     | Sánchez II              |
|                                                                     | Ernest Urtasun               | 21 novembre 2023 | En fonction      | CatComú | Sánchez III             |
| Titres successifs : - 1977-1996 ; 2004-2011 ; depuis 2023 : Culture |                              |                  |                  |         |                         |

## Identité visuelle (logotype)

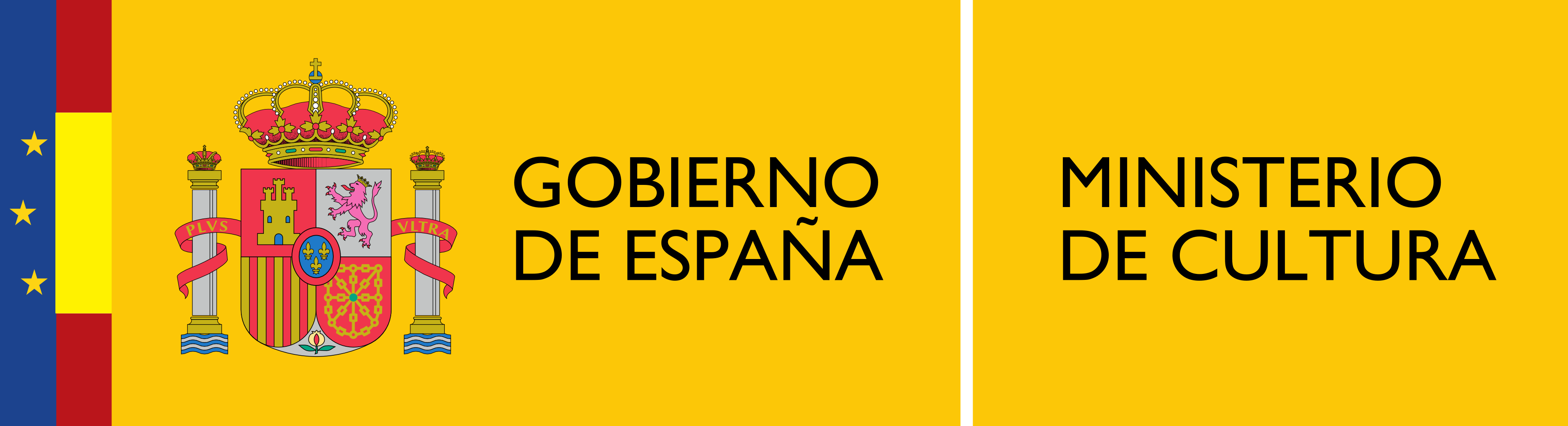
Logo du ministère de la Culture entre 2004 et 2011.
Logo du ministère de la Culture et des Sports depuis 2018.